# The Bridge at Andau
The Bridge at Andau (pol. Most nad Andau) – książka amerykańskiego pisarza Jamesa Michenera opisująca powstanie węgierskie 1956 roku. Michener mieszkał w Austrii w latach 50. Przebywając niedaleko granicy austriacko-węgierskiej, był świadkiem fali uchodźców opuszczających kraj w wyniku powstania.
Książka, będąca jedną z jego publikacji dziennikarskich, jest 9. lub 10. opublikowanym dziełem w dorobku autora. W porównaniu do jego powieści napisanych przez następne kilkadziesiąt lat jest znacznie krótsza. Pomimo iż bazuje ona na wydarzeniach historycznych zebranych na podstawie wywiadów oraz zeznań naocznych świadków, historia opowiedziana w powieści jest mozaiką prawdziwych przygód oraz postaci. Ponadto dane przedstawionych osób zostały zmienione w celu zapewnienia bezpieczeństwa sportretowanych osób oraz ich rodzin.
Powieść przedstawia doświadczenia osób z różnych warstw węgierskiego społeczeństwa zarówno przed, jak i podczas powstania – studentów, pracowników, żołnierzy, a także zwykłych obywateli. Opisuje historie, które działy się na ulicach Budapesztu, gdzie nieuzbrojona młodzież, pracownicy oraz słabo uzbrojeni węgierscy żołnierze stawiali opór sowieckim czołgom. Opowiada także o chwilach wolności, którymi cieszyli się mieszkańcy Budapesztu przed wznowieniem radzieckiej interwencji.
Napisana zaraz po wydarzeniach, które opisuje, oraz wydana w 1957 roku, książka dokumentuje nastrój oraz klimat, jaki panował w środkowym okresie zimnej wojny.
Tytuł książki nawiązuje do prawdziwego mostu na granicy austriacko-węgierskiej, niedaleko wsi Andau. Most, zniszczony przez wojska sowieckie w 1956 roku, został odbudowany w 1996 roku jako symbol tolerancji i pomocy.